# Lipotriches austella
Lipotriches austella là một loài Hymenoptera trong họ Halictidae. Loài này được Hirashima mô tả khoa học năm 1978.